# Henrique I av Kongo
Henrique I av Kongo, död 1567, var kung av Kongo mellan 1567 och 1568.